# Westfall (Oregon)
Westfall az Amerikai Egyesült Államok északnyugati részén, Oregon állam Malheur megyéjében, a U.S. Route 26 mentén elhelyezkedő önkormányzat nélküli település.

## Története
A települést 1870-ben alapította Levi Westfall. Moses és Mary Hart Stone 1898-ban épült lakóháza szerepel a történelmi helyek jegyzékében.

## Éghajlat
A település éghajlata félszáraz (a Köppen-skála szerint BSk).
| Hónap                                   | Jan.  | Feb.  | Már.  | Ápr.  | Máj. | Jún. | Júl. | Aug. | Szep. | Okt.  | Nov.  | Dec.  | Év    |
| --------------------------------------- | ----- | ----- | ----- | ----- | ---- | ---- | ---- | ---- | ----- | ----- | ----- | ----- | ----- |
| Rekord max. hőmérséklet (°C)            | 13,0  | 20,0  | 27,0  | 32,0  | 38,0 | 39,0 | 42,0 | 41,0 | 37,0  | 32,0  | 25,0  | 17,0  | 42,0  |
| Átlagos max. hőmérséklet (°C)           | 2,3   | 6,2   | 11,8  | 16,4  | 22,0 | 27,0 | 32,6 | 31,9 | 26,4  | 18,0  | 8,7   | 2,4   | 17,2  |
| Átlagos min. hőmérséklet (°C)           | −7,3  | −4,6  | −1,9  | 0,8   | 5,7  | 9,4  | 13,1 | 11,9 | 6,9   | 1,3   | −3,2  | −7,0  | 2,1   |
| Rekord min. hőmérséklet (°C)            | −26,0 | −28,0 | −20,0 | −12,0 | −7,0 | −1,0 | 1,0  | −4,0 | −4,0  | −14,0 | −21,0 | −33,0 | −33,0 |
| Átl. csapadékmennyiség (mm)             | 33    | 21    | 20    | 21    | 25   | 25   | 10   | 15   | 11    | 14    | 29    | 35    | 259   |
| Forrás: Western Regional Climate Center |       |       |       |       |      |      |      |      |       |       |       |       |       |

## Fordítás
- Ez a szócikk részben vagy egészben  a   Westfall, Oregon című angol Wikipédia-szócikk ezen változatának fordításán alapul.  Az eredeti cikk szerkesztőit annak laptörténete sorolja fel. Ez a jelzés csupán a megfogalmazás eredetét és a szerzői jogokat jelzi, nem szolgál a cikkben szereplő információk forrásmegjelöléseként.